# 貝魯特幽靈
《貝魯特幽靈》（英語：Ghosts of Beirut），是一部間諜驚悚電視劇，由以色列編劇阿維·伊薩查洛夫和里奧·拉茲主創，德莫·麥隆尼主演，於2023年5月在Showtime電視網上首播。

## 劇情
故事環繞捕殺伊邁德·穆格尼耶的行動。穆格尼耶被指為1980至90年代發生的兩宗美國駐貝魯特大使館爆炸案的主謀，後在2008年2月12日在大馬士革被汽車炸彈暗殺。

## 演員
- 德莫·麥隆尼 飾演 羅伯特·艾姆斯（英语：Robert Ames (CIA official)）：美國中情局近東地區分部部長，死於1983年美國大使館爆炸案（英语：1983 United States embassy bombing in Beirut）。
- 迪娜·施哈比（英语：Dina Shihabi） 飾演 莉娜·阿薩蘭（Lena Asayran）：美籍黎巴嫩裔中情局探員，艾姆斯的拍檔。
- 葛瑞特·迪拉杭特 飾演 威廉·巴克利（William Buckley）：接替艾姆斯的中情局近東地區分部部長，後遭穆格尼耶虐殺。
- 艾多·戈爾德伯格（英语：Iddo Goldberg） 飾演 泰迪（Teddy）：摩薩德探員，與艾姆斯和阿薩蘭合作。
- 希沙姆·蘇里曼（Hisham Suleiman） 飾演 伊邁德·穆格尼耶：黎巴嫩聖戰組織首領。
  - 阿米爾·扈利（Amir Khoury） 飾演 年輕的穆格尼耶
- 納維德·奈嘉班 飾演 阿里-雷扎·阿斯加里（英语：Ali-Reza Asgari）：伊朗國防部副部長。
- 拉斐·加弗隆 飾演 切特（Chet）：中情局探員，巴克利的下屬。
- 羅伯·卡辛斯基 飾演 史蒂夫（Steve）：中情局探員，巴克利的下屬。
- 齊尼布·特里琪（英语：Zineb Triki） 飾演 瓦法（Wafa）：於大馬士革開設服裝店的外地女人，在不知道穆格尼耶的真實身份下與他交往。
- 內德·貝拉米（英语：Ned Bellamy） 飾演 威廉·約瑟夫·卡西：中情局局長。

## 製作
該劇由阿維·伊薩查洛夫（Avi Issacharoff）和里奧·拉茲（Lior Raz）主創，喬爾·圖馬（Joëlle Touma）編劇和擔任執行製作人，圖馬亦與格雷格·巴克共同執導全劇。拉茲在投身影視界前為以色列國防軍反恐部隊成員，因此他在創作該劇時加入了他對中東軍事組織和反恐行動的專業知識。他亦與此前曾共同創作《高牆邊的混亂》的伊薩查洛夫再度合作，並親身訪問了一些前中情局和摩薩德高層，因此劇中加入了一些關於穆格尼耶暗殺行動的內部資料和猜想，例如劇中提到該行動為中情局和摩薩德的聯合行動，但實際上雙方都未曾正式承認。主體拍攝於2022年8月在摩洛哥卡薩布蘭卡開始，取景地點包括艾因迪亞卜和安法的住宅區，並在同年11月殺青。訪問中情局和摩薩德高層的片段在劇集中收錄，以紀錄片形式插播。

## 發行
該劇於2023年5月19日在Showtime電視網上首播。

## 外部連結
- 互联网电影数据库（IMDb）上《貝魯特幽靈》的资料（英文）